# Catalpa
Catalpa Scop., 1777 è un genere di piante appartenente alla famiglia Bignoniaceae, originario dell'America Settentrionale, Centrale e dell'Asia Orientale.

## Etimologia
Il nome deriva dal termine muscogee per albero, kutuhlpa, che significa "testa alata" e non è correlato col nome del popolo Catawba. I termini Catalpa e Catalpah sono stati utilizzati da Mark Catesby tra il 1729 e il 1732, mentre Carlo Linneo la classifica come Catalpa Bignonia nel 1753. Giovanni Antonio Scopoli istituì il genere Catalpa nel 1777.

## Descrizione
Per lo più alberi a foglia caduca, che in genere crescono fino a 12–18 m di altezza e 6–12 m di larghezza. Un alberello di 10 anni sarà di circa 6 m di altezza. Possono essere riconosciuti per le grandi dimensioni, per la forma trilobata a cuore delle foglie, per i vistosi fiori bianchi o gialli a larghe pannocchie e, durante l'autunno, per i frutti lunghi 20–50 cm, che ricordano un fagiolo sottile, e contengono numerosi piccoli semi piatti; ogni seme rivela due "ali" sottili per la dispersione anemocora.
A causa dell'ampia superficie delle foglie, le specie di Catalpa forniscono un'ombra molto scura e rappresentano un habitat importante per molte specie di uccelli, fornendo loro un buon riparo dalla pioggia e dal vento. Questi alberi lasciano cadere ben poco, ma durante la tarda estate rilasciano i frutti marroni. Il legno è abbastanza morbido.
La specie di Catalpa ha foglie simili alla Paulownia tomentosa, importata dalla Cina. A volte sono confusi anche con l'albero tung (Vernicia fordii) nel sud del Regno Unito.

## Specie
Le due specie provenienti dal Nord America, Catalpa bignonioides (catalpa del sud) e Catalpa speciosa (catalpa del nord), sono ampiamente diffuse fuori dal loro areale naturale come piante ornamentali, grazie ai loro fiori vistosi e alla bella forma. Le due specie sono molto simili in apparenza, ma la catalpa del nord ha foglie, fiori e baccelli leggermente più grandi. La fioritura inizia dopo 275 GGD. La Catalpa ovata, proveniente dalla Cina, con fiori giallo pallido, è ugualmente piantata a scopo ornamentale anche al di fuori del suo areale.

## Ecologia
Questo albero è l'unica fonte di cibo per la farfalla sfinge della catalpa (Ceratomia catalpae). I bruchi si nutrono delle foglie, se sono numerosi gli alberi infestati possono venire completamente defogliati; questi reagiscono emettendo nuove foglie, ma se si susseguono altre generazioni il fogliame può venire nuovamente mangiato; gravi defogliazioni ripetute in anni successivi possono provocare la morte delle piante.
Essendo i bruchi eccellenti esche vive per la pesca sportiva, alcuni pescatori, soprattutto negli stati del sud degli USA, creano degli appezzamenti di catalpa come fonte di bruchi di questa farfalla.

## Pianta antizanzare
Un ibrido di Catalpa ("Catambra"),  che non produce fiori, è stato messo in commercio da alcuni vivaisti, i quali sostengono che l'alto contenuto di catalpolo (un glicoside che sarebbe presente quattro volte in più rispetto alla specie originaria) possa allontanare le zanzare (in particolare le comuni Culex pipiens e Aedes albopictus). Allo stato attuale, non esistono studi scientifici con revisione paritaria che possano confermare quest'affermazione. Tale ibrido sarebbe stato brevettato all'Ufficio comunitario delle varietà vegetali con il numero EU27931. Sebbene non sia stato specificato quali siano i genitori dell'ibrido, il sito del produttore cita C. bungei, ma afferma anche che si tratterebbe di un ibrido di una "specie americana" (C. bignonioides?).

## Altri usi
La catalpa viene occasionalmente usata come legno di risonanza nelle chitarre.

## Tassonomia
Questo genere comprende undici specie:
- Catalpa bignonioides Walter
- Catalpa brevipes Urb.
- Catalpa bungei C.A.Mey.
- Catalpa duclouxii Dode
- Catalpa fargesii Bureau
- Catalpa longissima (Jacq.) Dum.Cours.
- Catalpa macrocarpa (A.Rich.) Ekman ex Urb.
- Catalpa ovata G.Don
- Catalpa purpurea Griseb.
- Catalpa speciosa (Warder ex Barney) Warder ex Engelm.
- Catalpa tibetica Forrest